# Bittacus zelichi
Bittacus zelichi är en näbbsländeart som beskrevs av Gregorio J. Williner 1990. Bittacus zelichi ingår i släktet Bittacus och familjen styltsländor. Inga underarter finns listade i Catalogue of Life.